# Alejandro Giuntini
Alejandro Víctor Giuntini (Mar del Plata, Buenos Aires, Argentina; 10 de julio de 1967 - Ibidem; 16 de julio de 2016) fue un futbolista y director técnico argentino. Jugaba como marcador central y su primer equipo fue Vélez Sarsfield. Su último club antes de retirarse fue Ras Al Khaimah de los Emiratos Árabes Unidos.
Tras el retiro inició su carrera como entrenador en las divisiones inferiores de Aldosivi de Mar del Plata. Pasó por diferentes clubes hasta que en 2015, mientras dirigía las juveniles de Olimpo de Bahía Blanca, se vio obligado a renunciar por problemas de salud.
Falleció en 2016 tras una ardua lucha contra la leucemia.

## Trayectoria
Inició su carrera deportiva en Deportivo Norte de la Liga Marplatense de fútbol en 1988. En 1989 pasaría a militar en Vélez Sarsfield de la Primera División. Posteriormente tendría un corto paso por Lanús en 1990. Al año siguiente se vincularía al Bolívar de la Primera División de Bolivia, equipo con el que conseguiría el título de campeón de ese año. Gracias a su buena participación con el equipo boliviano en la Copa Libertadores 1991, logra fichar con Boca Juniors ese mismo año. Con el conjunto xeneize obtuvo los campeonatos de Apertura 1992, Copa Master de Supercopa 1992 y la Copa de Oro Nicolás Leoz 1993. En 1993 estuvo envuelto en la polémica al llegar tarde a un control antidopaje luego en un encuentro ante Vélez, hecho que le costó a Boca la pérdida de puntos y al jugador una suspensión.
En 1995 se incorporó a Huracán, equipo con el que milita por dos temporadas, teniendo un periodo de préstamo en Unión de Santa Fe por dos temporadas adicionales. Luego de su paso por Primera División, migraría al fútbol de los Emiratos Árabes Unidos en 1998 para formar parte del Ras Al Khaimah, equipo con el que se mantendría hasta su retiro en el 2000. Jugó un total de 239 partidos en su carrera profesional, anotando un total de 4 goles.
Como entrenador inició dirigiendo las ligas menores de Aldosivi de Mar del Plata en el 2001. Dirigió a Técnico Universitario de la Serie B de Ecuador en el 2004-2005, para luego dirigir a Alvarado de su tierra natal en 2006-2007. Entre el 2008 y 2011 estuvo vinculado con equipos de la Primera División de Costa Rica tales como Municipal Pérez Zeledón, Liberia Mía y Herediano.
Hasta sus últimos días cumplió como director técnico de las inferiores de Olimpo de Bahía Blanca, cuando debió renunciar por problemas de salud. A mediados del 2015, fue diagnosticado con leucemia. Circularon rumores acerca de su muerte dos días antes de que ocurriera, por lo cual su familia debió salir a desmentir la falsa información. Finalmente falleció en la ciudad de Mar del Plata el 16 de julio de 2016 a causa de esa enfermedad.

## Clubes

### Como jugador
| Club              | País                   | Año       |
| ----------------- | ---------------------- | --------- |
| Vélez Sarsfield   | Argentina              | 1989-1990 |
| Lanús             | Argentina              | 1990      |
| Bolívar           | Bolivia                | 1991      |
| Boca Juniors      | Argentina              | 1991-1994 |
| Huracán           | Argentina              | 1995-1996 |
| Unión de Santa Fe | Argentina              | 1996-1997 |
| Ras Al Khaimah    | Emiratos Árabes Unidos | 1998-2000 |

### Como entrenador
| Club                      | País       | Año       |
| ------------------------- | ---------- | --------- |
| Aldosivi (inferiores)     | Argentina  | 2001-2004 |
| Técnico Universitario     | Ecuador    | 2004-2005 |
| Alvarado de Mar del Plata | Argentina  | 2006-2007 |
| Municipal Pérez Zeledón   | Costa Rica | 2008      |
| Liberia Mía               | Costa Rica | 2010      |
| Herediano                 | Costa Rica | 2011      |
| Aldosivi (inferiores)     | Argentina  | 2012-2014 |
| Aldosivi (interino)       | Argentina  | 2013      |
| Olimpo (inferiores)       | Argentina  | 2015      |
| Olimpo (interino)         | Argentina  | 2015      |

## Palmarés

### Campeonatos nacionales
| Título           | Club         | País      | Año    |
| ---------------- | ------------ | --------- | ------ |
| Primera División | Bolívar      | Bolivia   | 1991   |
| Primera División | Boca Juniors | Argentina | A-1992 |

### Copas internacionales
| Título      | Club         | País      | Año  |
| ----------- | ------------ | --------- | ---- |
| Copa Máster | Boca Juniors | Argentina | 1992 |
| Copa de Oro | Boca Juniors | Argentina | 1993 |